# 高橋悠介
高橋 悠介（たかはし ゆうすけ、1997年10月17日 - ）は、日本の男子プロテニス選手。神奈川県横浜市出身。ATPランキング自己最高位はシングルス238位。身長170cm。右利き、バックハンド・ストロークは両手打ち。湘南工科大学附属高等学校卒業。三菱電機所属。

## 来歴
4歳でテニスを始める。GODAI(当時、横浜テニスカレッジ)で基本を学び、湘南工科大学附属高等学校2年のときに高校総体男子シングルスで優勝した。卒業後にプロに転向する。
2017年楽天ジャパン・オープンでは予選決勝でバセク・ポスピシルを7-6(1), 6-2で破り初のATPツアー本戦に出場した。1回戦でライアン・ハリソンに4-6, 6-4, 4-6で敗れた。
2017年全日本テニス選手権では決勝で江原弘泰を0–6, 6–4, 7–5で破り大会初優勝を果たした。